# Michl Müller

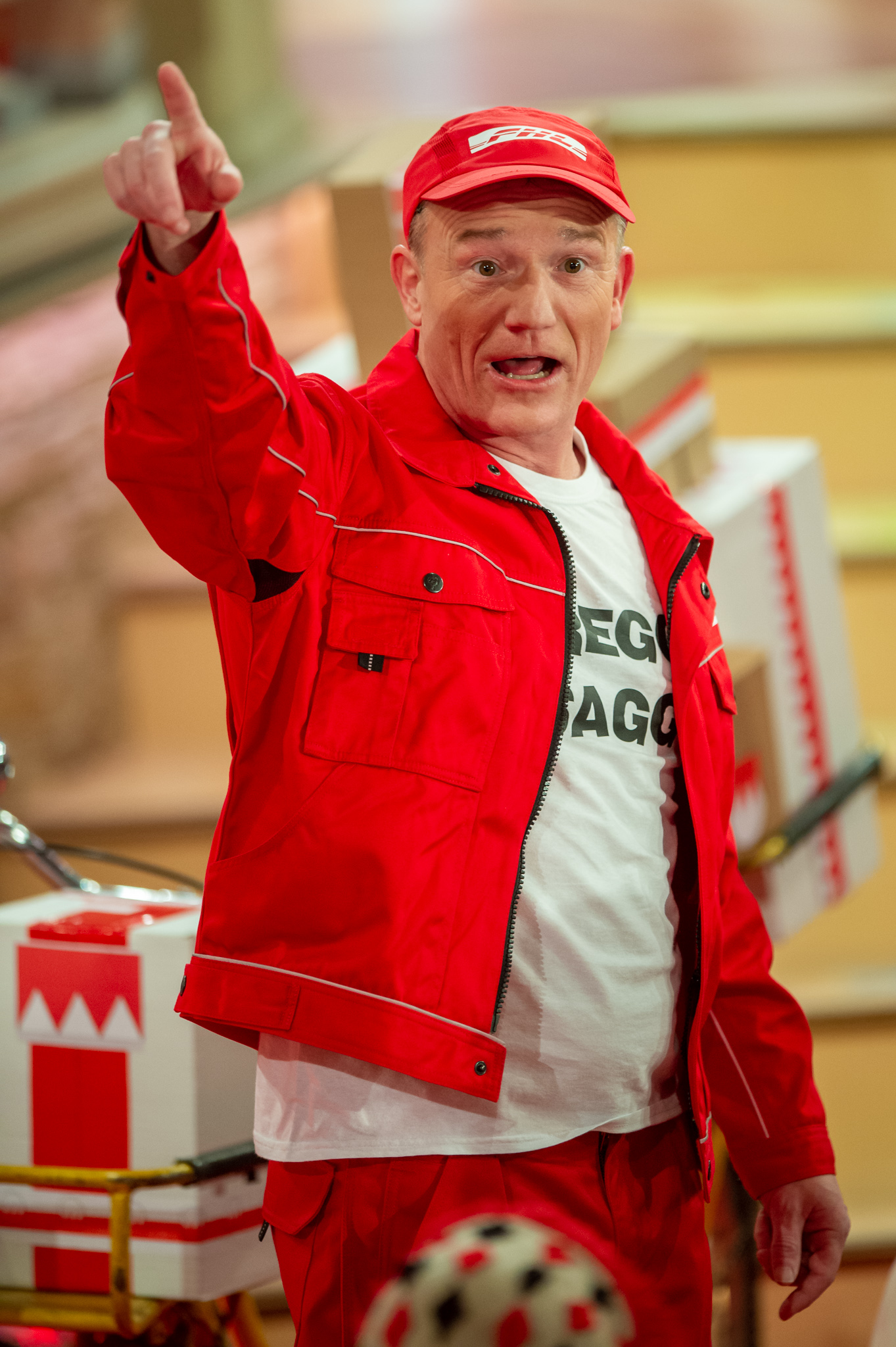
Michl Müller (2019)

Michael „Michl“ Müller (* 10. März 1972 in Bad Kissingen) ist ein fränkischer Kabarettist und Musiker.

## Leben
Michl Müller wurde als jüngstes von drei Kindern geboren. Seine beiden Schwestern sind zehn bzw. acht Jahre älter.
Er erlernte zunächst ab 1988 den Beruf des Werkzeugmechanikers mit Schwerpunkt Stanz- und Umformtechnik. Anschließend arbeitete er als Härter an der Schweinfurter Produktionsstätte der Svenska Kullagerfabriken (SKF).
Erste kabarettistische Erfahrungen sammelte er bei Auftritten in seinem heimatlichen Faschingsclub BTC Garitz. Nebenberuflich startete er seine Karriere als Kabarettist. Im Jahr 1998 trat er das erste Mal mit drei Auftritten im Garitzer Gasthaus Krone mit 200 Besuchern öffentlich in Erscheinung. Später schrieb er auch in den Kissinger Lokalseiten der Main-Post die Kolumne Also glebbsdes.
Seinen Aufstieg in der deutschen Kabarettszene erreichte er durch seine Auftritte bei der TV-Sendung Fastnacht in Franken des Bayerischen Fernsehens, wo er seit 2007 in wechselnden Rollen regelmäßig als Höhepunkt zum Abschluss des Abends vertreten ist. 2012 moderierte er eine Best-of-Sendung zum 25. Jubiläum der Veranstaltung im Bayerischen Fernsehen. Von Februar 2012 bis April 2013 gestaltete Michl Müller eine regelmäßige Comedy-Rubrik im Hörfunkprogramm Bayern 1, im Jahr 2014 erweckte er die Franken-Tanke in Antenne Bayern zum Leben.
Nach mehreren Auftritten bei Kabarett aus Franken und Ottis Schlachthof im Bayerischen Fernsehen tritt er seit 2015 mit seiner eigenen TV-Show Drei. Zwo. Eins. Michl Müller im Ersten auf.

## Werke

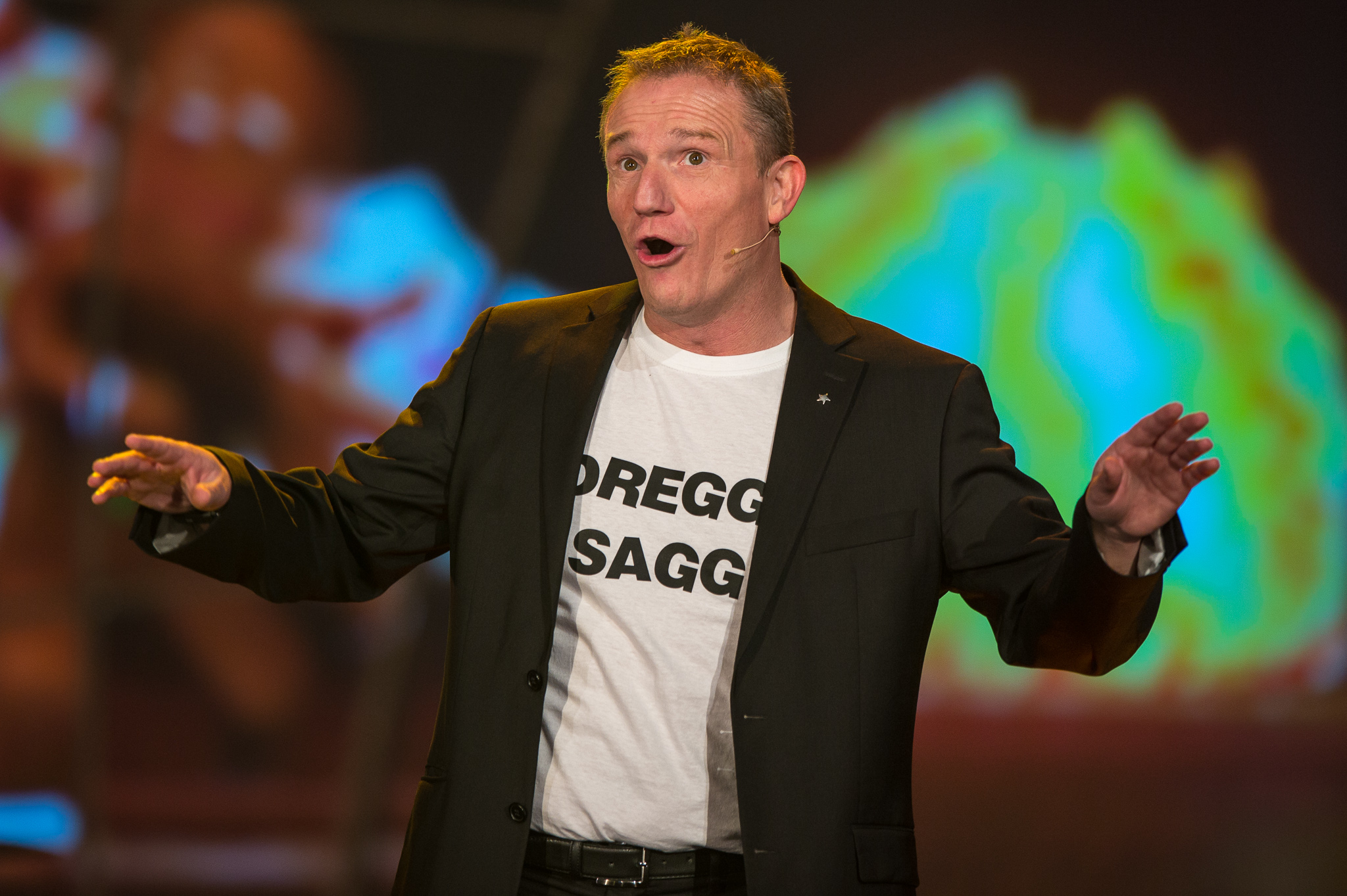
Michl Müller (2015)

### Programme
- 1997: So isses halt!
- 1998: Geschmack macht einsam!
- 1999: Süchdich!
- 2000: Kassensturz
- 2001: Die Weihnachtsrevue (Jahresendprogramm, ab 2004 durch den Jahresrückblick ersetzt)
- 2002: Franggn wie’s singd und lachd (Faschingsprogramm)
- 2003: Mer döffs ned glebb
- 2004: Schluss! Aus! Fertig! – Der Jahresrückblick (seitdem jährlich am Jahresende)
- 2005: Sodom & Gomorrha
- 2006: Butter für Deutschland
- 2007: All inclusive
- 2008: Na Bravo
- 2010: Jetzt erst recht
- 2012: Das wollt’ ich noch sagen …
- 2014: Ausfahrt freihalten
- 2017: Müller … nicht Shakespeare!
- 2020: Alles Müller – Der große Jahresrückblick 2019
- 2021: Verrückt nach Müller
- 2024: Limbo of Life

### Diskographie (CD)
- 2003: Mer döffs ned glebb (Live)
- 2004: Orangerostrotterrakotta
- 2005: Dreggsagg de Luxe
- 2006: Butter für Deutschland
- 2007: Na Bravo!
- 2008: Na Bravo! 2
- 2009: Na Bravo! Live
- 2011: jetzterstrecht live (+ DVD)
- 2013: Alles Müller
- 2013: Das wollt’ ich noch sagen … Live (+ DVD)
- 2014: Ausfahrt freihalten!
- 2015: Alles Müller Live (DVD)
- 2016: Ausfahrt freihalten! Live (+ DVD)
- 2017: Müller … nicht Shakespeare! (DVD 2018)
- 2019: Weihnachten mit Michl Müller
- 2020: Alles Müller, Vol. 2
- 2021: Verrückt nach Müller

### Features
- 2025: Heißluftfritteuse (mit Kings of Günter)

## Auszeichnungen
- 2010: Kulturpreis Bayern
- 2013: Philippsburger Trommler
- 2019: Bayerischer Verdienstorden
- 2022: Franke mit Rückgrat